# Ghattas Khoury
Pour les articles homonymes, voir Khoury.
Ghattas Khoury (né en 1952) est un chirurgien et un homme politique libanais, ministre de la Culture depuis 2016.

## Biographie
Après des études à Madrid et en Grande-Bretagne, il devient professeur en chirurgie à l'Université américaine de Beyrouth. En 1998, il était président de l'Ordre des médecins du Liban. En 2000, il a été élu député maronite de Beyrouth sur la liste de l'ancien Premier ministre Rafic Hariri.
Ce fut l'une des personnalités les plus proches de Hariri et l'un des piliers du Courant du Futur. Son nom fut aussi cité comme candidat à la Présidence de la République.
En 2005, alors qu'il est candidat à sa réélection, il se retire au profit de Solange Gemayel, partenaire du Courant du Futur au sein de l'Alliance du 14 Mars.
Khoury est aujourd'hui l'un des conseillers les plus proches de Saad Hariri.